# Carsten Niederberger
Carsten Niederberger (Heidenheim an der Brenz, 17 novembre 1979) è un pentatleta tedesco.

## Palmarès
In carriera ha conseguito i seguenti risultati:
- Mondiali:

San Francisco 2002: oro nel pentathlon moderno staffetta a squadre.